# Distrito do Lago de Constança
O Distrito do Lago de Constança (em alemão:  Bodenseekreis) é um distrito da Alemanha, na região administrativa de Tubinga, estado de Baden-Württemberg.

## Cidades e Municípios
- Cidades:

1. Friedrichshafen
2. Markdorf
3. Meersburg
4. Tettnang
5. Überlingen

- Municípios:

1. Bermatingen
2. Daisendorf
3. Deggenhausertal
4. Eriskirch
5. Frickingen
6. Hagnau no Lago de Constança (Hagnau am Bodensee)
7. Heiligenberg
8. Immenstaad no Lago de Constança (Immenstaad am Bodensee)
9. Kressbronn no Lago de Constança (Kressbronn am Bodensee)
10. Langenargen
11. Meckenbeuren
12. Neukirch
13. Oberteuringen
14. Owingen
15. Salem
16. Sipplingen
17. Stetten
18. Uhldingen-Mühlhofen